# Sonate voor hobo en piano (Aho)
De Sonate voor hobo en piano is een compositie van Kalevi Aho. Hij schreef het werk gedurende het najaar van 1984 en de eerste maanden van 1985. het werk werd geschreven op verzoeken van de Finse omroep, die een aantal uitzendingen maakten met nieuwe muziek voor blaasinstrumenten. Aho kwam erachter dat er binnen de Finse klassieke muziek nog geen werk was geschreven dat voldeed aan de omschrijving Sonate voor hobo en piano. Het werk balanceert op de rand tussen het klassieke spel op de hobo en de moderne variant met microtonen en dubbeltonen.
De sonate bestaat uit vier delen, kortweg genummerd I tot en met IV. Het werd voor het eerst uitgevoerd aan de Sibeliusacademie op 26 maart 1985 door Jouko Teikari met Naoko Shibayama achter de piano.